# Scopoides asceticus
Espèce
Synonymes
- Megamyrmecion asceticum Chamberlin, 1924

Scopoides asceticus est une espèce d'araignées aranéomorphes de la famille des Gnaphosidae.

## Distribution
Cette espèce est endémique de Basse-Californie du Sud au Mexique,.

## Description
Les mâles mesurent de 6,48 à 8,78 mm et la femelle 9,76 mm. 

## Publication originale
- Chamberlin, 1924 : The spider fauna of the shores and islands of the Gulf of California. Proceedings of the California Academy of Sciences, sér. 4, vol. 12, p. 561-694 (texte intégral).